# Лаздияй
Лаздияй (лит. Lazdijai) — місто і міське староство (лит. Lazdijų miesto seniūnija) у південно-західній частині Литви, в Алітуському повіті, адміністративний центр самоврядування Лаздийского району і Лаздияйського староства.

## Географія
Розташоване за 7 км на схід від кордону з Польщею.

## Історія
Лаздияй був заснований Сигізмундом II Августом у 1570 та отримав Магдебурзьке право від Сигізмунда III Вази у 1587.
Під час Другої світової війни Лаздияй перебував під німецькою окупацією з 22 червня 1941 року до 31 липня 1944.
У 1990 Литва проголосила незалежність від СРСР, були встановлені нові пункти пропуску між кордонами Польщі та Литви, а Лаздияй став наглядовим центром, який продовжує регулювати ці операції. Це батьківщина литовського політика та продюсера Арунаса Валінскаса та американського композитора і скрипаля Джозефа Ахрона.

## Населення
У 2001 налічувалося 5140 жителів, в 2009 — 4 781.
| жителів | 1 517 | 2 538 | 2 364 | 3 109 | 3 842 |
| Рік     | 1979  | 1989  | 2001  | 2006  | 2010  |
| жителів | 4 364 | 5 485 | 5 140 | 4 914 | 4 793 |

## Галерея

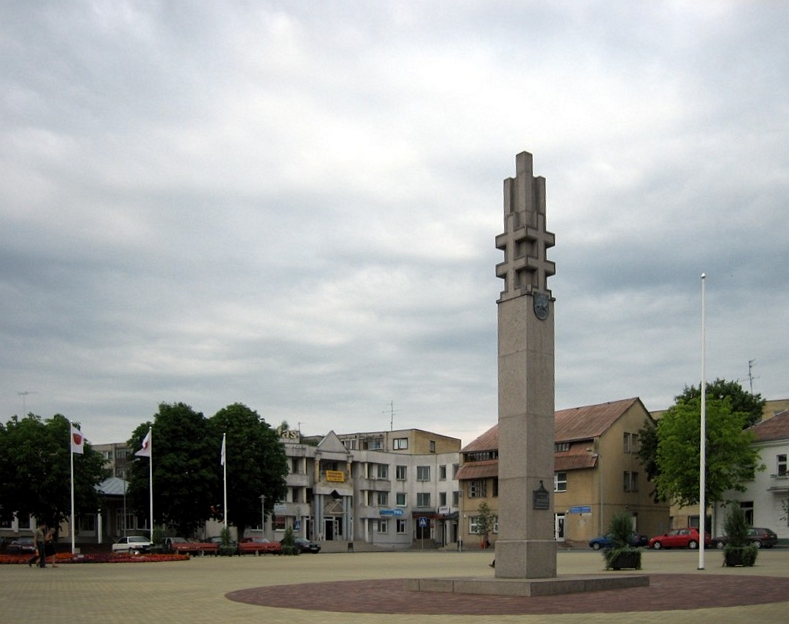
Майдан Незалежності в Лаздияї
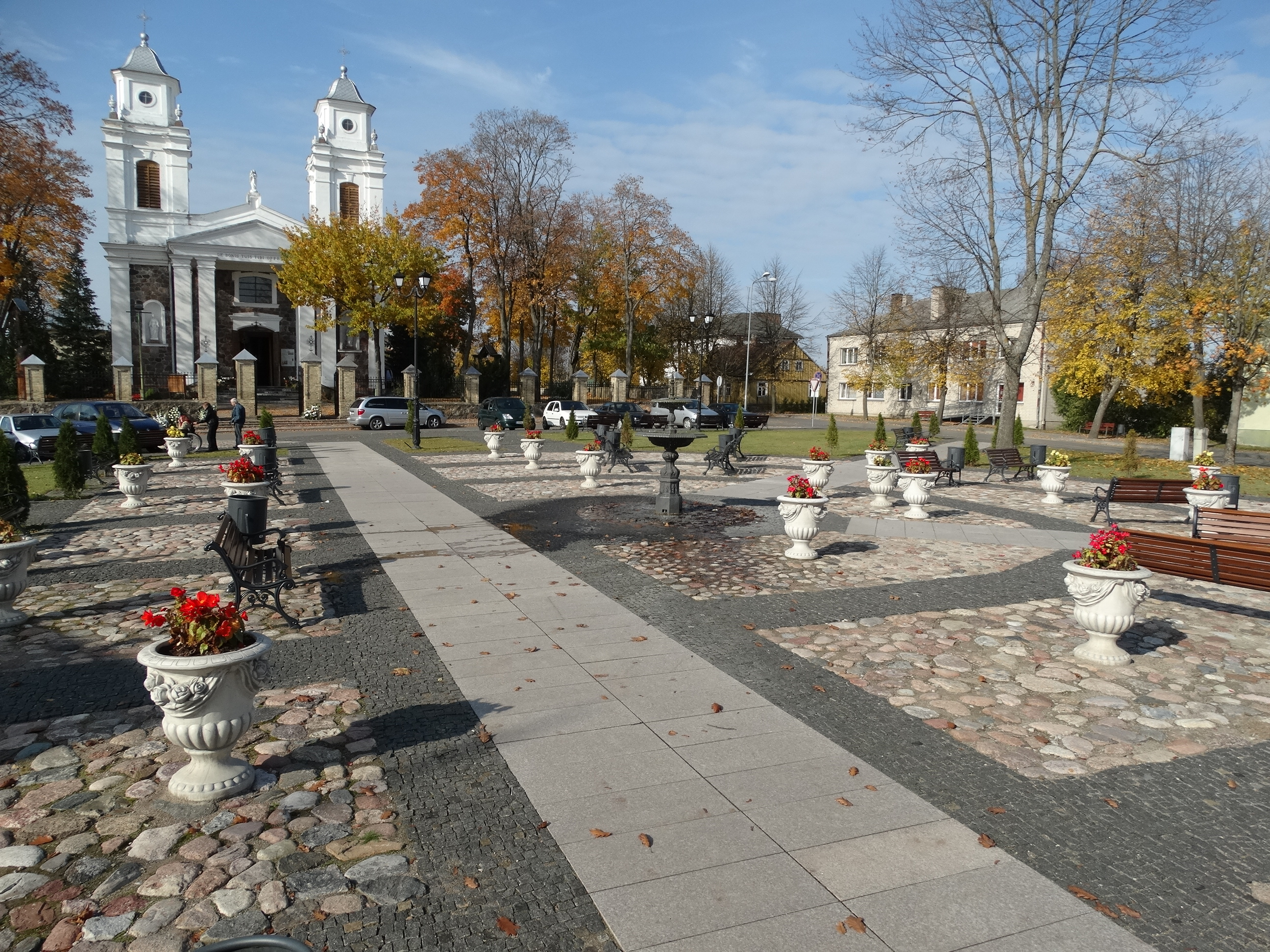
Площа біля церкви
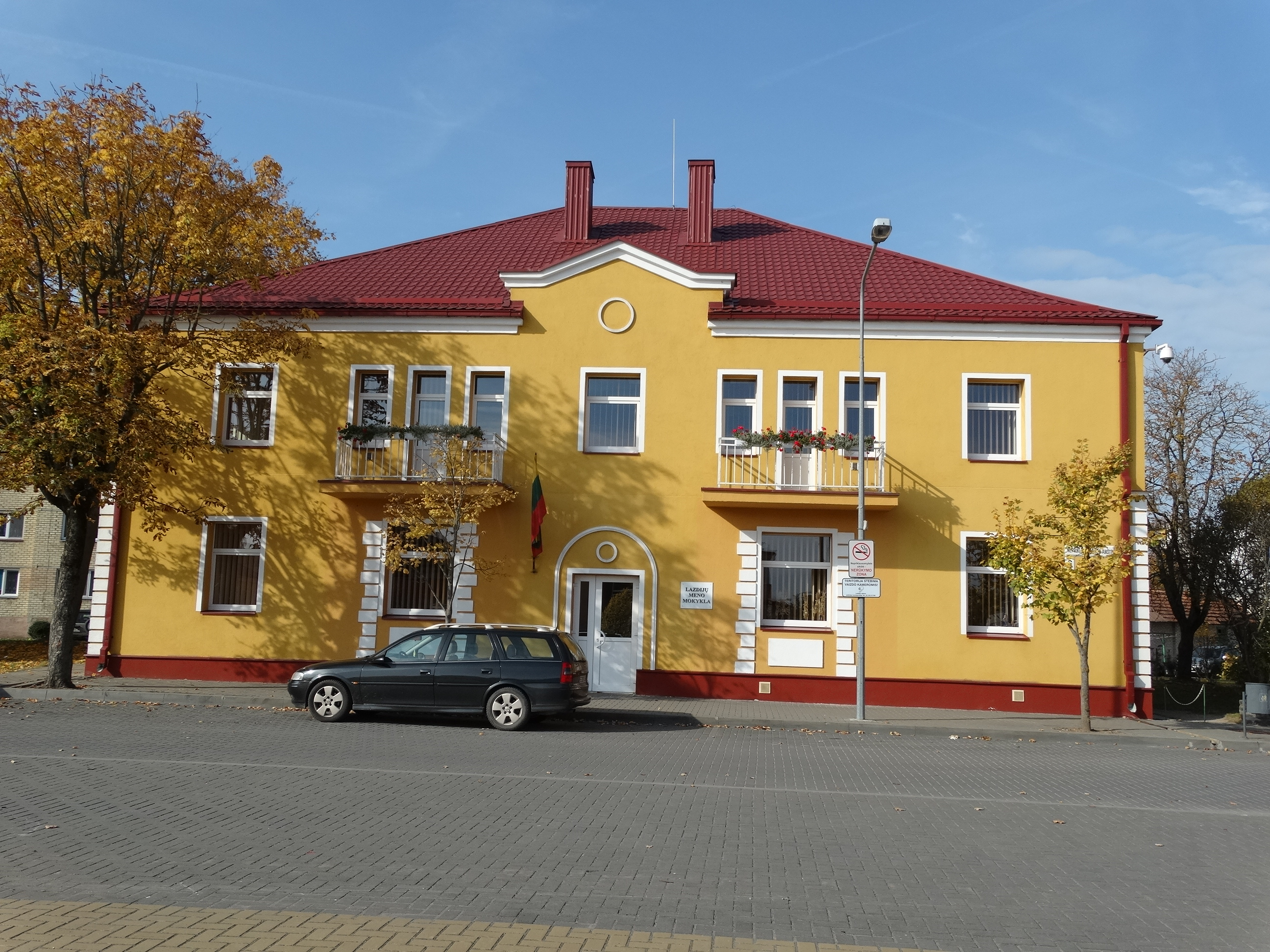
Школа мистецтв у Ладзияї
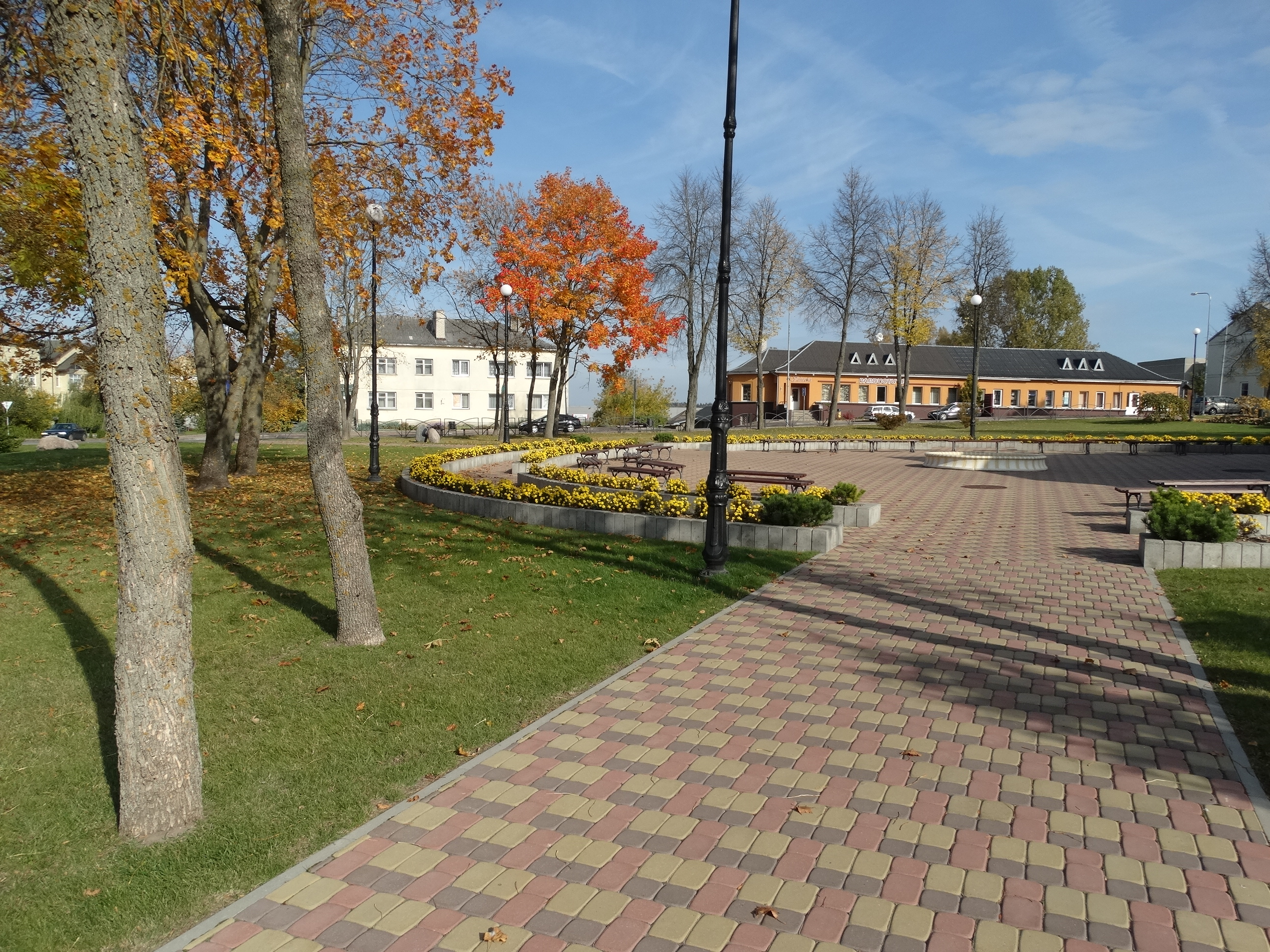
Площа біля Культурного центру Лаздияї
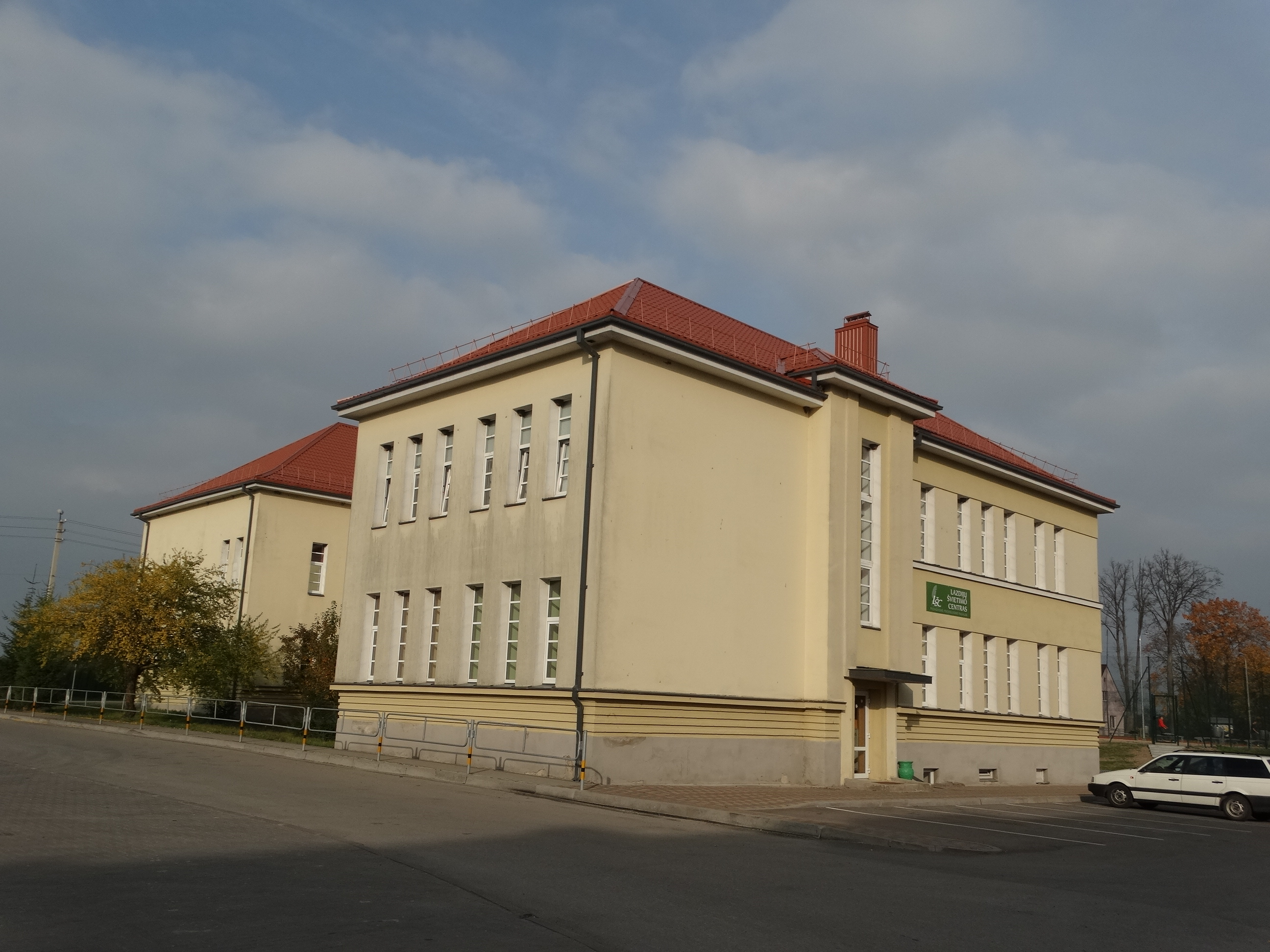
Освітній центр Лаздияї
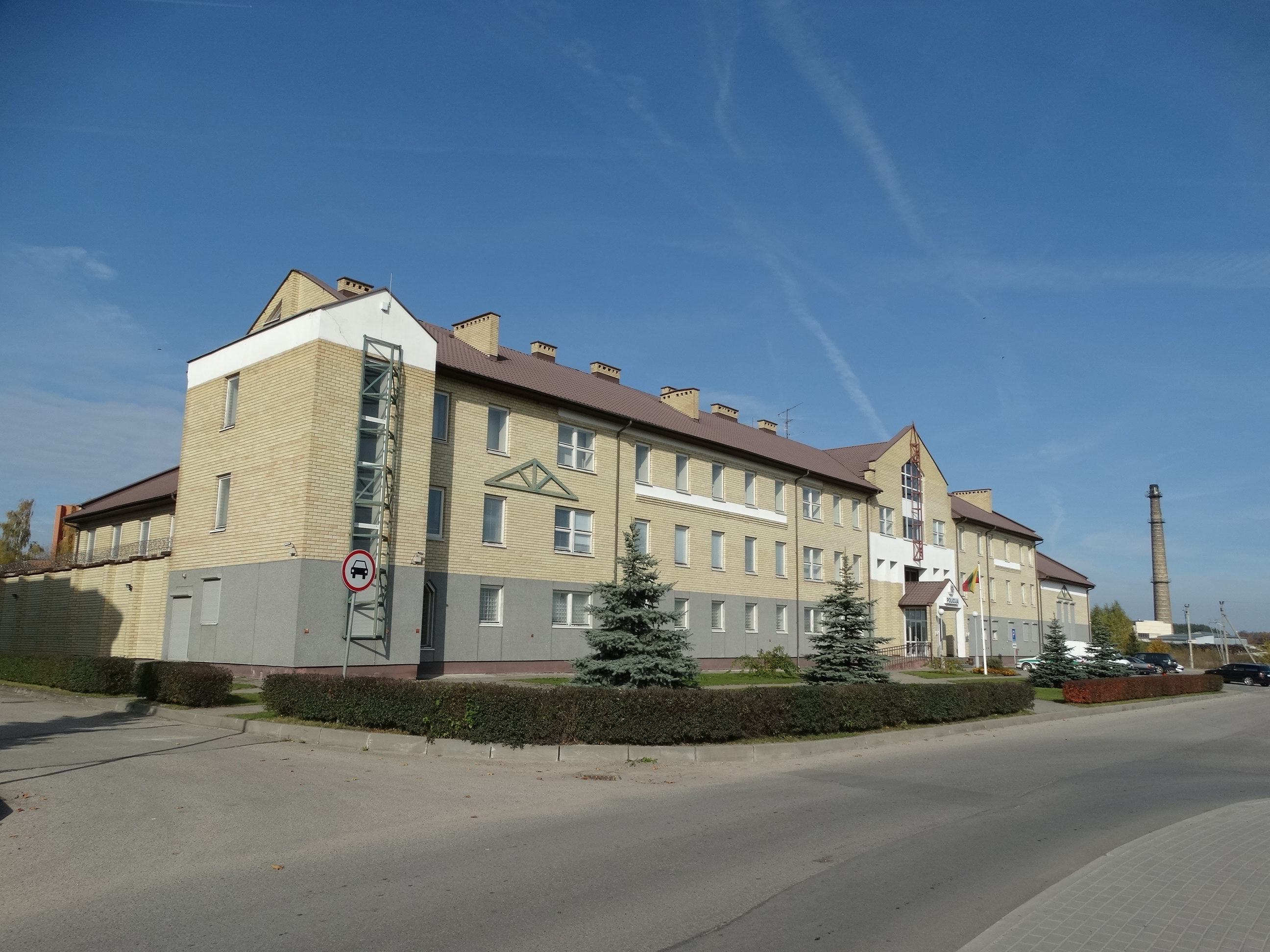
Поліцейська дільниця в Ладзияї
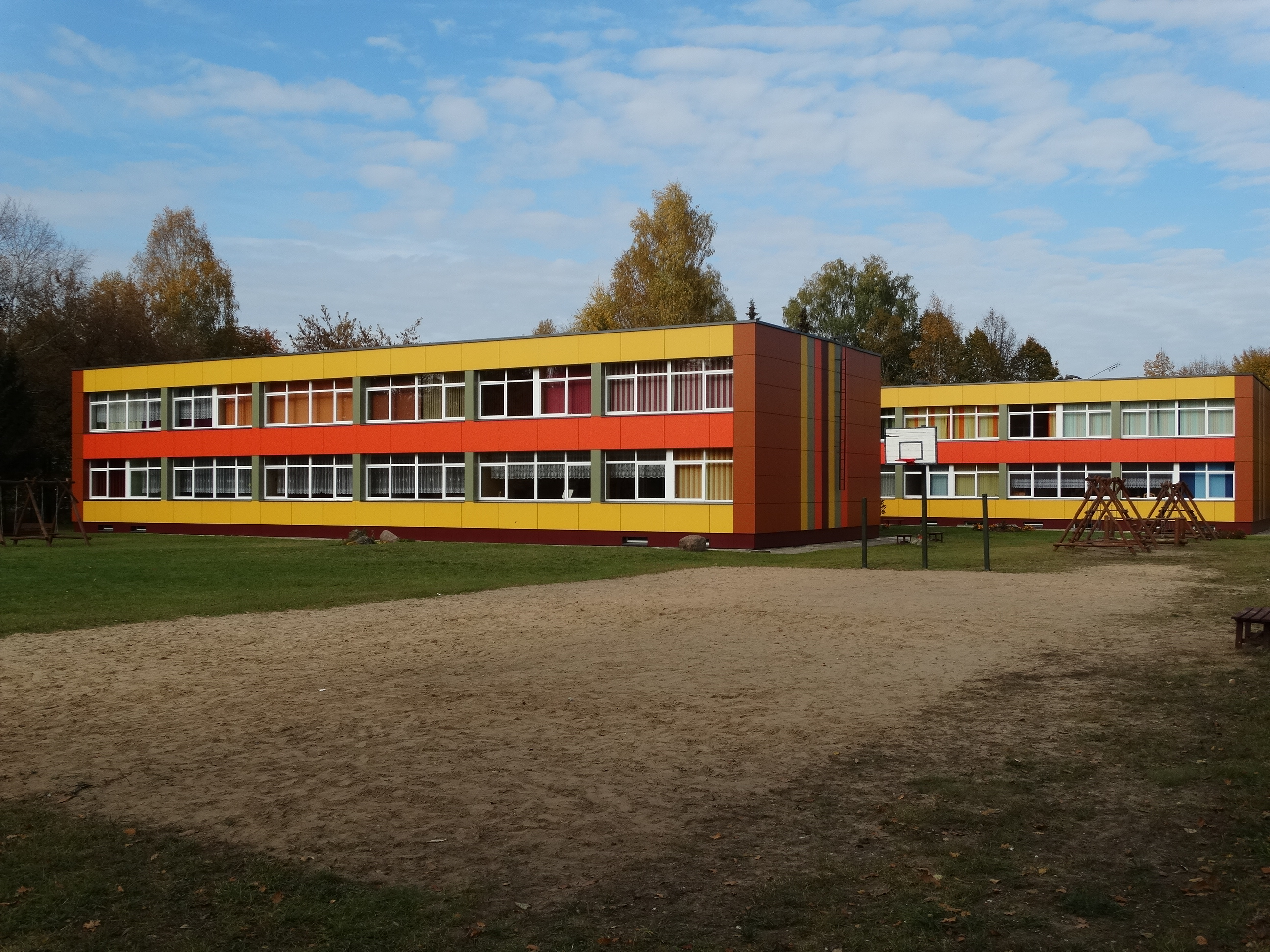
Школа Vyturėlis у Лаздияї
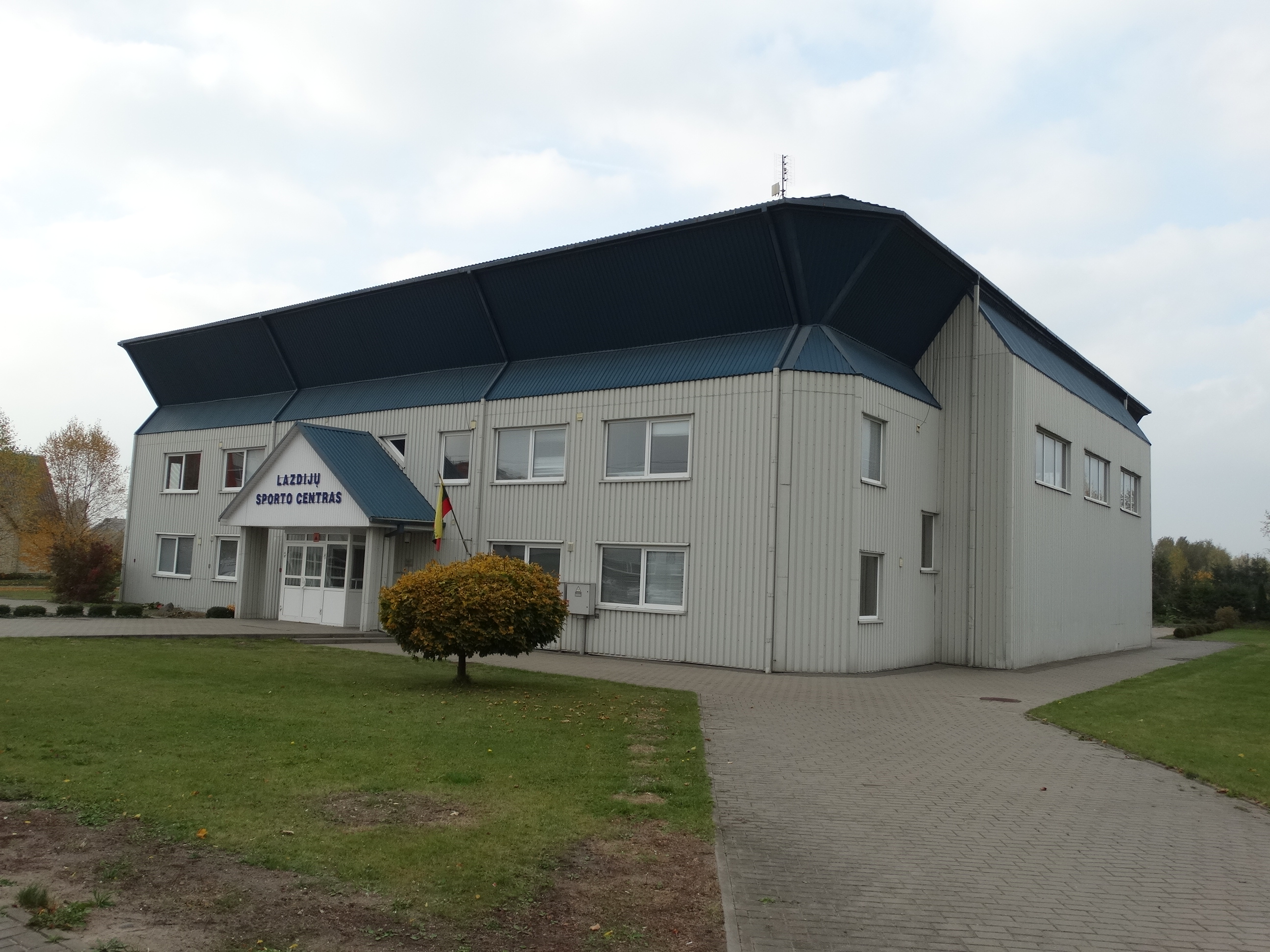
Спортивний центр Лаздияї